# Mª Ángeles Rodríguez Bernabeu
Mª Ángeles Rodríguez Bernabeu (Asturias, 1955) es una  marina mercante pionera en España en desempeñar esa labor.

## Biografía
En 1977 trabajaba de camarera en un buque de Trasmediterránea. Había abandonado sus estudios de Filosofía, tras tres años en la Universidad, momento en el que decidió que quería estudiar Náutica. Pero la misión no fue tarea fácil.Inicialmente no la permitieron matricularse por ser mujer.Con la ayuda de un profesor que demostró que no había barreras legales para estudiar Náutica, pudo matricularse al curso siguiente en la Escuela de Náutica de Gijón. Se convirtió en la primera alumna de Náutica española,y posteriormente en 1984,en la primera piloto oficial de la Marina Mercante,con 29 años.
Empezó navegando en buques graneleros de España a Estados Unidos.Más tarde continuó navegando en buques petroleros, de Campsa y Repsol, viajando a Nigeria y al mar del Norte. Era la única mujer a bordo, salvo cuando embarcaba alguna esposa de algún oficial o tripulante.
En 1992 obtuvo el título capitana de marino mercante. En esta especialidad, tuvo como compañera de clase en Gijón, a la canaria llamada Mercedes Marrero.En el año 2000, se presentó a las oposiciones de Salvamento Marítimo, que aprobó. Desde aquel año fue controladora y coordinadora de emergencias marítimas.